# Laëtitia Tignola
Laëtitia Tignola, née le 25 août 1972 aux Sables-d'Olonne, est une judokate française. 

## Biographie
Laëtitia Tignola grandit en Vendée. Elle suit l'exemple de sa mère, pratiquante de judo, en démarrant la pratique de ce sport à l'âge de six ans. À 15 ans, elle devient 3e du championnat de France Espoir dans sa catégorie. Elle entre en 1990 à l'INSEP pour y pratiquer le judo à haut niveau.
Championne de France en 1994 dans la catégorie des moins de 52 kg, elle doit céder sa place de titulaire en équipe de France à Marie-Claire Restoux en 1995 à la suite d'une double fracture aux vertèbres cervicales. Laëtitia Tignola est alors contrainte d'arrêter l'entraînement pendant cinq mois.
Au cours des quatre années suivantes, Laëtitia Tignola se retrouve systématiquement derrière Marie-Claire Restoux pour la sélection en équipe de France. Cinq ans plus tard, grâce à une série de bons résultats (finaliste à Munich, vainqueur du Tournoi de Rome), elle reprend sa place et remporte les championnats d'Europe à Wrocław. Sa sélection pour les Jeux Olympiques de Sydney est acquise, au détriment de Marie-Claire Restoux. Lors de ces Jeux, Laëtitia Tignola est éliminée au deuxième tour.
Retirée du haut niveau en 2004, Laëtitia Tignola est devenue professeur de judo au club des Arts Martiaux de Brunoy.

## Clubs
- Judo Club Mothais
- J.C. Maisons-Alfort

## Palmarès
- Championnats d'Europe
  -  médaille d'or aux championnats d'Europe de 2000 (-52 kg)
  -  médaille de bronze aux  championnats d'Europe de 2001 (-52 kg)
- Championnats d'Europe par équipes
  -  médaille d'or en 1996, en 1997 et en 2002 (-52 kg)
  -  médaille d'argent en 1994 (-52 kg)
- Championnats de France : 3 fois championne (1994, 1996 et 1997)